# Jack Duncan
Jack Carleton Duncan (Perth, 19 aprile 1993) è un calciatore australiano, portiere del Melbourne Victory.